# 笹ヶ谷鉱山
笹ヶ谷鉱山（ささがだにこうざん）は、かつて島根県（石見国）津和野町にあった銅、亜鉛等の鉱山。1949年（昭和24年）にいったん閉山し、その後、鉱業権は個人や企業を転々としたが本格操業されなかった（1952年廃坑とする資料もある）。1971年5月（昭和46年）に完全閉山した。

## 概要
鎌倉時代の開坑と伝わる。江戸時代に入ると石見銀山代官所支配下の天領となったが、幕府の直接経営ではなく地元の請負山師制がとられた。具体的には銅山師の堀家の請山で、堀家は精錬用木炭を得る必要もあり3,000丁歩の面積の山林をもつ大地主であった。
江戸後期になると坑道が深くなって銅の採掘が減る一方、副次的に採掘されていた誉石（ほまれいし）と呼ばれる硫砒鉄鉱を焼いて得られるヒ素化合物である亜ヒ酸が、石見銀山の代官所を通じて殺鼠剤（ネズミの駆除剤）として売り出されるようになった。石見銀山からはヒ素は産出しなかったが、石見銀山の代官所を通して売り出されたため、笹ヶ谷産の殺鼠剤は「石見銀山ねずみとり」として世に知られた。
明治時代に入ると洋式技術の導入によって再び銅生産が増大し、砥石山南側の谷間には人口約2,000人の鉱山町が形成された。鉱区は複数の集落にまたがっていたが、堀家が本拠とした畑迫村には病院などの近代設備が他の地域に先駆けて整備された。
しかし、銅価格の低迷と鉱害の影響は大きく、1949年（昭和24年）にいったん閉山し、その後鉱業権は転々としたが本格操業されず、1971年5月（昭和46年）に完全閉山した。

## 鉱害問題
鉱害は1884年（明治17年）頃から水田で確認されるようになり、亜ヒ酸の製造が本格化したことで拡大した。対策として地元では鉱滓の流出を防ぐための砂防ダムが建設された（「笹ヶ谷ダム」北緯34度31分38.4秒 東経131度44分10.4秒 / 北緯34.527333度 東経131.736222度）。
1970年度から健康調査と環境調査が始まり、通産省広島鉱山保安監督部（当時）と島根県厚生部の「公害基本調査」が行われたが、環境調査では飲料水中からもヒ素が検出され一部は環境基準を超えていたが、健康診断ではヒ素中毒症状はまったく見られないとされた。しかし、住民の毛髪からヒ素が検出されたため、島根県は鳥取大学医学部の協力を得て1972年から大規模な健康調査を実施し、慢性ヒ素中毒症と思われる者5名、その疑いで追跡管理すべき者5名、経過を観察すべきもの16名がいることが判明した。鉱業権者が転々としたことなどから救済は簡単には進まなかったが、1979年（昭和54年）4月12日に健康被害者18人と日本鉱業との間で鉱害調停による和解が成立した。
一方、現地では1973年（昭和48年）から汚染土砂の除去や耕地の客土などの鉱害対策事業が行われた。対策工事により程彼川などはコンクリートで覆われ、処分場など対策工事が行われた場所も草木に覆われて旧鉱山町は雑木林になっており、遺構として残るのは明治時代に開削された7番坑のみとなっている。